# Diploprion
Diploprion – rodzaj ryb okoniokształtnych z rodziny strzępielowatych.

## Klasyfikacja
Gatunki zaliczane do tego rodzaju:
- Diploprion bifasciatum
- Diploprion drachi